# R136a1
RMC 136a1 (obvykle uváděná zkráceně jako R136a1) je hvězda v galaxii Velký Magellanův oblak zhruba 49,97 kiloparseků (163 000 světelných let) od Země. Jedná se o nejhmotnější a také nejzářivější známou hvězdu. Patří i mezi hvězdy s nejvyšší povrchovou teplotou. Její hmotnost je odhadována na 315 R☉ a zářivost na 8 700 000 L☉. R136a1 je Wolfova–Rayetova hvězda v centru hvězdného seskupení R136 v otevřené hvězdokupě NGC 2070 v Mlhovině Tarantule. Hvězdokupa má zdánlivou magnitudu 7,25, lze ji tedy pozorovat i slabými dalekohledy, rozlišení jejích hvězd však již vyžaduje kvalitní optiku, neboť jednotlivě jsou v průměru o 5 magnitud slabší.

## Objev
V roce 1960 skupina astronomů pracujících v Radcliffově observatoři v jihoafrické Pretorii provedla systematické měření jasnosti a spektra jasných hvězd ve Velkém Magellanově oblaku. Jedním z katalogizovaných objektů byl i RMC 136 (Radcliffe observatory Magellanic Cloud catalog number 136), centrální „hvězda“ Mlhoviny Tarantule. Pozorovatelé došli k závěru, že se pravděpodobně jedná o multihvězdný systém. Následná pozorování ukázala, že R136 se nachází uprostřed obří oblasti ionizovaného vodíku (takzvaná oblast HII), která je dějištěm intenzivní tvorby hvězd.
V roce 1979 3,6metrový teleskop ESO na observatoři La Silla v Chile rozlišil R136 do tří složek: R136a, R136b a R136c. Přesná povaha R136a zůstávala předmětem diskusí. Odhady zářivosti centrální oblasti odpovídaly zhruba ekvivalentu 100 horkých hvězd třídy O v okruhu poloviny parseku od centra. Za pravděpodobnější variantu byla pokládána obří hvězda až 3000krát hmotnější než Slunce.
První důkaz, že R136a je hvězdokupou dodali Weigelt a Beier v roce 1985. Pomocí skvrnkové interferometrie ukázali, že R136a je složena z nejméně 8 hvězd v okruhu 1 úhlové vteřiny od centrálního bodu, z nichž R136a1 je nejjasnější.
Definitivní potvrzení povahy R136a přinesl po svém vypuštění na oběžnou dráhu v roce 1990 Hubbleův vesmírný dalekohled. Jeho WFPC kamera ukázala, že R136a se skládá z nejméně 12 objektů a v celém R136 prokázala přes 200 vysoce zářivých hvězd. Technicky pokročilejší kamera WFPC2, která nahradila WFPC při údržbě dalekohledu v roce 1993, umožnila studium 46 velmi hmotných a zářivých hvězd v okruhu poloviny parseku od R136a a dalších 3000 hvězd v okruhu 4,7 parseku. 

## Viditelnost

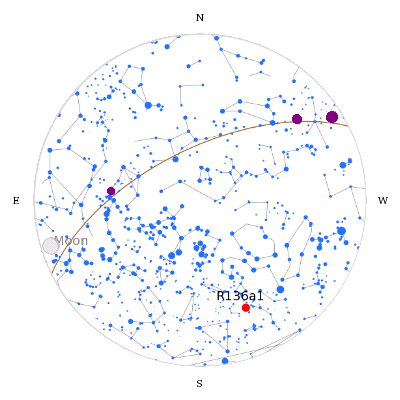
Pozice R136a1 na obloze při pozorování z Argentiny

Na noční obloze se R136 jeví jako objekt magnitudy 10 v centru hvězdokupy NGC 2070 v Mlhovině Tarantule ve Velkém Magellanově oblaku. K rozlišení R136a jako složky R136 byl v roce 1979 potřeba 3,6metrový teleskop, a k rozlišení R136a1 jako samostatného objektu je nutný vesmírný dalekohled nebo sofistikované techniky jako adaptivní optika či skvrnková interferometrie.
Na jižní polokouli jižně od 20. rovnoběžky je Velký Magellanův oblak cirkumpolárním objektem, takže je vidět každou noc po celý rok, jsou-li vhodné pozorovací podmínky. Na severní polokouli je viditelný pouze jižně od 20. rovnoběžky, což vylučuje Severní Ameriku (s výjimkou jižního Mexika), Evropu, severní Afriku a větší část Asie.

## Okolí

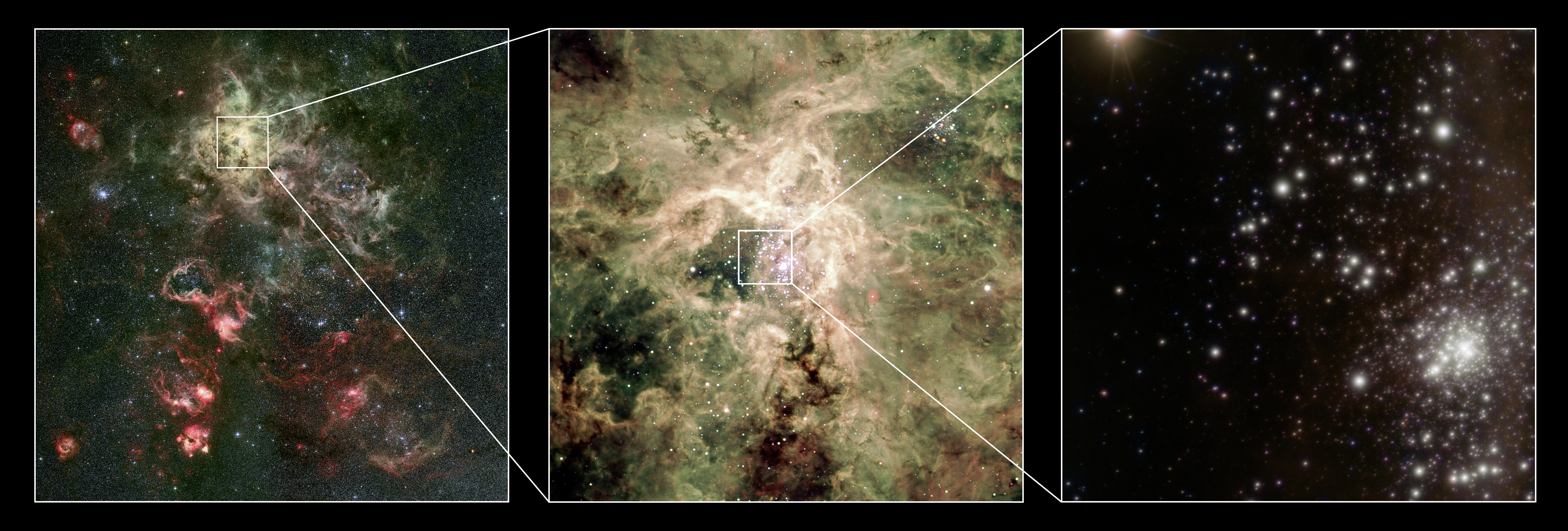
Přiblížení z Mlhoviny Tarantule na hvězdokupu R136. R136a1/2/3 jsou viditelné jako sotva rozlišitelný hlouček v pravém dolním rohu

Systém R136a se nachází v centru hvězdokupy R136 a je těsným seskupením nejméně 12 hvězd. Nejvýraznějšími jsou R136a1, R136a2, and R136a3, všechno vysoce zářivé a vysoce hmotné Wolfovy–Rayetovy hvězdy spektrálního typu WN5h. VZdálenost mezi R136a1 a R136a2, druhou nejjasnější hvězdou v seskupení, je zhruba 5000 AU.
Hvězdokupa R136 se nachází zhruba 157 000 světelných let od Země ve Velkém Magellanově oblaku, v jihovýchodním rohu této galaxie, v centru Mlhoviny Tarantule. R136 samotná je pouze centrálním zhuštěním mnohem větší otevřené hvězdokupy NGC 2070.
Na takto vzdálenou hvězdu je R136a1 pouze relativně málo zatmívána kosmickým prachem. Červenání způsobuje snížení vizuální jasnosti zhruba o 1,8 magnitudy, ovšem v blízkém infračerveném pásmu je to jen 0,22 magnitudy.

## Vzdálenost
Vzdálenost R136a1 od Země nelze určit přímo, ale předpokládá se, že odpovídá vzdálenosti Velkého Magellanova oblaku, tedy zhruba 50 kiloparsekům.

## Vlastnosti

### Možní společníci
Přestože binární systémy jsou u velmi hmotných hvězd běžným jevem, R136a1 se zdá být osamělou hvězdou. Naměřená data nenasvědčují existenci většího společníka.
Rentgenové emise z R136 byly zachyceny Rentgenovou observatoří Chandra. Jasně detekovatelné byly jak R136a, tak R136c, ovšem R136a se nepodařilo rozlišit do jednotlivých složek. Jiná studie rozlišila pár R136a1/2 od R136a3. Pár R136a1/2 vykazoval relativně měkké hodnoty rentgenového záření nenasvědčující existenci binárního systému s kolidujícími hvězdnými větry.
V případě dvojice přibližně stejně hmotných hvězd s velmi těsným vzájemným oběhem by se dal očekávat výrazný Dopplerův jev v závislosti na proměnách radiální rychlosti. Nic takového však ve spektru R136a1 nebylo pozorováno. Více vzdáleného společníka, společníka s výrazným sklonem dráhy, nebo zákryt dvou vzdálených hvězd vytvářející společný efekt nelze zcela vyloučit, je to však považováno za nepravděpodobné. Existence výrazně nerovných společníků je možná, neměla by však vliv na modelování vlastností R136a1.

### Klasifikace

Porovnání hvězd hlavní posloupnosti

R136a1 je vysoce zářivá Wolfova–Rayetova hvězda spektrální třídy WN5h, což jí umisťuje do těsné blízkosti levého horního rohu v Hertzsprungově–Russellově diagramu. Typickým znakem Wolfových–Rayetových hvězd jsou výrazné a široké emisní čáry ve spektru. To se týká ionizovaného dusíku, helia, uhlíku, kyslíku a občas i křemíku. Emisní čáry vodíku jsou naopak slabé nebo úplně chybí. Hvězda třídy WN5 má emisní čáry ionizovaného helia mnohem výraznější než čáry běžného helia a přibližně stejně výrazné emisní čáry dusíku NIII, NIV, a NV. Podtyp „h“ značí výrazné emise vodíku ve spektru, zastoupení vodíku na povrchu je odhadováno na zhruba 40% hmotnosti.
Hvězdy třídy WNh jsou velmi hmotné a zářivé hvězdy, které ve svém nitru stále spalují vodík. Emisní spektrum je výsledkem silného a hustého hvězdného větru a zvýšené úrovně helia a dusíku jsou způsobeny prouděním produktů z probíhajícího CNO cyklu na povrch hvězdy.

### Hmotnost
R136a1 je nejhmotnější známá hvězda.
Hmotnost 265 R☉ byla odvozena ze spektra v blízkém infračerveném pásmu K s použitím kombinace atmosférických modelů CMFGEN a TLUSTY. Tyto modely byly ověřeny vůči funkčním hmotnostem odvozeným pro binární systém NFC 3603–A1 dvou hvězd typu WN6h. V nejhorším případě zákrytu dvou hvězd v linii pohledu nebo vzdáleného společníka, by každá hvězda měla hmotnost kolem 150 R☉. Parametry R136a1 se velmi blíží očekávaným vlastnostem zpočátku velmi rychle rotující hvězdy o hmotnosti 320 R☉ s metalicitou typickou pro Velký Magellanův oblak po 1,7 milionech let vývoje.
Ke hmotnosti 256 R☉ došla podobná analýza s využitím PoWR (Potsdam Wolf Rayet) atmosférických modelů pro optické i UV spektrum s využitím vztahu mezi zářivým tokem a hmotností, za předpokladu, že jde o jedinou hvězdu.
Novější studie s využitím BONNSAI (BONN Stellar Astrophysics Interface) k odvození hmotnosti a věku na základě odpovídajícího evolučního modelu pro pozorované parametry došla k výsledku 315 R☉, při počáteční hmotnosti 325 R☉.

### Ztráta hmoty
R136a1 vykazuje extrémní úroveň ztráty hmoty v důsledku intenzivního hvězdného větru o rychlosti až 2600 ± 150 km/s. Ten je důsledkem intenzivního elektromagnetického záření z velmi horké fotosféry, které urychluje materiál proudící z povrchu natolik, že jej gravitace již nestačí zachytit. Ztráta hmoty je nejvyšší u vysoce zářivých hvězd s nízkou povrchovou gravitací a zvýšeným obsahem těžších prvků ve fotosféře. R136a1 ztrácí zhruba 5,1 × 10−5 M☉ za rok (3,21 x 1018 kg/s). Předpokládá se, že od svého vzniku ztratila asi přes 50 M☉ ze své původní hmotnosti.

### Zářivý výkon

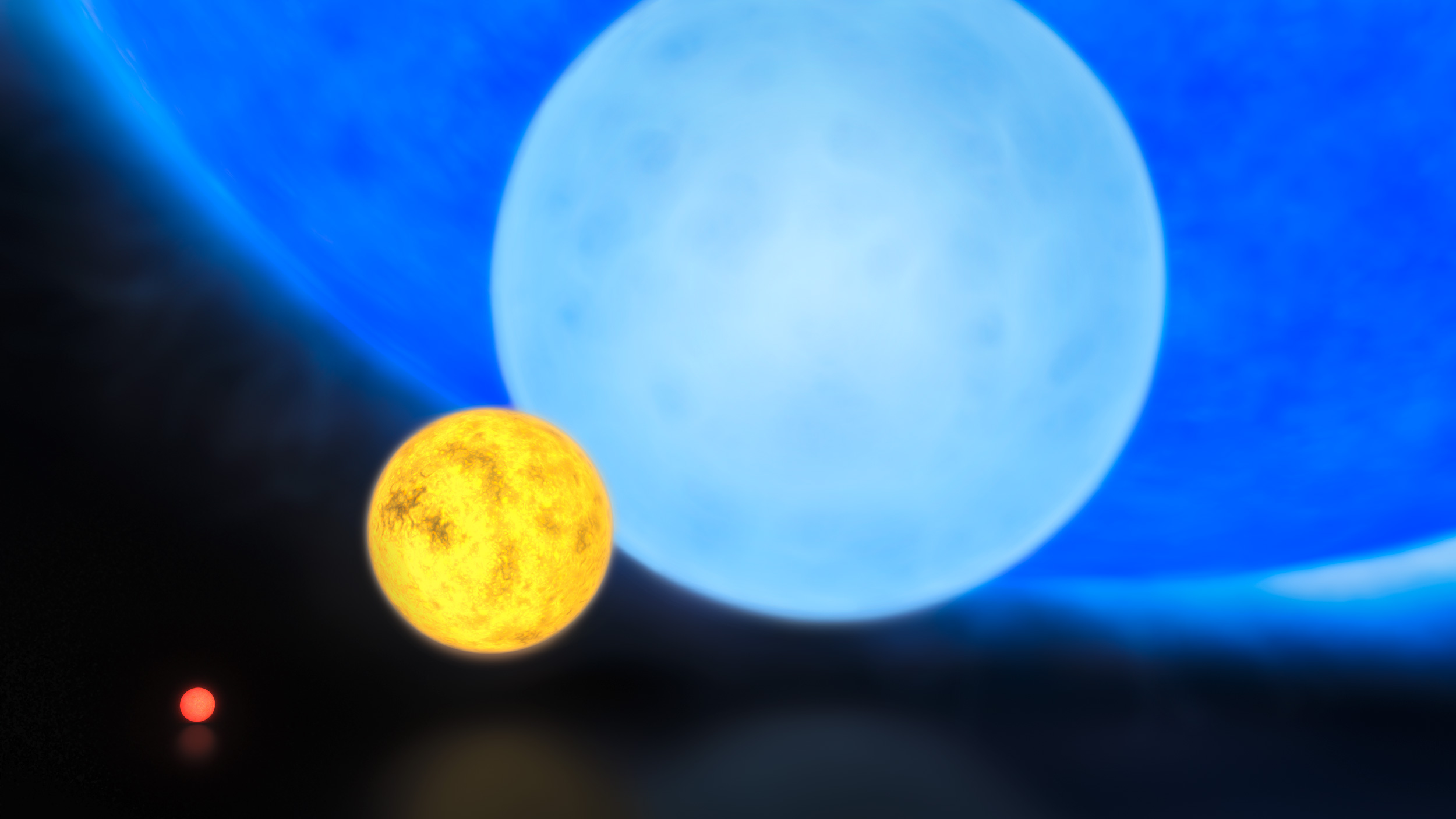
Zleva doprava: červený trpaslík, Slunce, hvězda hlavní posloupnosti třídy B a R136a1

Jako nejzářivější hvězda byla R136a1 zmíněna poprvé až v roce 2010. Dřívější odhady uváděly zářivý výkon „pouze“ kolem 1 500 000 L☉.
Se zářivým výkonem 8 700 000 L☉ je R136a1 nejzářivější známou hvězdou. Za čtyři sekundy vyzáří více energie než Slunce za celý rok. Kdyby R136a1 nahradila Slunce ve středu Sluneční soustavy, byla by 94 000krát jasnější a při pohledu ze Země by měla vizuální magnitudu −39. Ještě ze vzdálenosti 10 parseků by měla magnitudu −7,6, byla by tedy třikrát jasnější než Venuše. Ze vzdálenosti Proximy Centauri, nejbližší hvězdy k Zemi (vzdálené něco málo přes parsek), by měla jasnost zhruba odpovídající Měsíci v úplňku.
R1361a produkuje zhruba 7% ionizačního toku celé oblasti Mlhoviny Tarantule, tolik jako 70 hvězd hlavní sekvence spektrálního typu O. Spolu s R136a2, R136a3, a R136c, produkují zhruba 43–46 % záření v oblasti Lymanova kontinua celé hvězdokupy R136.
Velmi hmotné hvězdy se blíží svou zářivostí Eddingtonově mezi, což je zářivý výkon, při kterém se síla gravitace vyrovná tlaku záření působícího v protisměru. Při překročení Eddingtonovy meze generuje hvězda tolik energie, že dojde k rychlému odhození jejích vnějších vrstev. Tento princip znemožňuje hvězdám udržet si vysokou zářivost po delší časové období. Klasická Eddingtonova mez ovšem není aplikovatelná na hvězdy jako R136a1, které nejsou v hydrostatické rovnováze, a její výpočet je pro reálné hvězdy velmi komplikovaný. Užívala se proto místo toho empirická Humphreysova–Davidsonova mez. Nové modely se však pokoušejí o výpočet teoretických Eddingtonových mezí aplikovatelných na velmi hmotné hvězdy. R136a1 je v současnosti zhruba na 70% hodnoty své Eddingtonovy meze.

### Teplota
R136a1 má povrchovou teplotu přes 50 000 K, je tedy skoro 9× více horké než Slunce, s vyzařovacím maximem v extrémní ultrafialové.
Index B–V má pro R136a1 hodnotu 0,03, což je barva typická pro hvězdy třídy F. Index U–V zjištěný kamerou WFPC2 Hubbleova vesmírného dalekohledu s filtry na vlnových délkách 336 nm a 555 nm je −1,28, což je výraznější indikátor velmi horké hvězdy. Tato variabilita v barevných indexech je dána vlivem kosmického prachu způsobujícího červenání a extinkci. Zjištěná hodnota zčervenání (EB–V) může být použita k odhadu úrovně extinkce ve viditelném spektru (AV). Pro R136a1 byly naměřeny hodnoty EB–V v rozmezí 0,29–0,37, se značnou směrodatnou chybou kvůli kontaminaci od blízkých sousedů jako R136a2 ve vzdálenosti jen 0,1 úhlové vteřiny. AV tak vychází zhruba 1,80 a index B–V zbavený vlivu červenání (B–V0) pak −0,39.
Efektivní teplota hvězdy může být odvozena z barevných indexů, nejde však o přesnou metodu a k určení teploty je nutné zvolit podle spektra odpovídající atmosférický model. V závislosti na použitém atmosférickém modelu vychází pro R136a1 teploty v intervalu 53 000 až 56 000 K. Dřívější modely ukazovaly pro R136a1 teplotu pouze kolem 45 000 K, což by znamenalo dramaticky nižší zářivý výkon. Extrémní teplota R136a1 posouvá maximum na vyzařovací křivce k hodnotě zhruba 50 nm a 99% radiace je tak emitováno v pásmech mimo viditelnou oblast spektra (bolometrická korekce je zhruba −5).

### Velikost

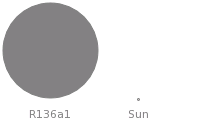
Srovnání velikostí R136a1 a Slunce

R136a1 má zhruba 30× větší průměr než Slunce, její objem je tedy zhruba 27000× větší.
R136a1 nemá jednoznačně definovatelný viditelný povrch jako Země nebo Slunce. Hydrostatické hlavní těleso hvězdy je obklopeno hustou atmosférou, jejíž částice jsou urychlovány do hvězdného větru. Libovolný bod v tomto větru může být zvolen jako hranice povrchu od které se odvodí hodnota poloměru, a různí autoři mohou používat různé definice. Například Rosselandova opacita 2/3 zhruba odpovídá viditelnému povrchu, zatímco Rosselandova opacita 20 či 100 zase spíše odpovídá fyzické hranici fotosféry. Teploty v seznamech hvězd se obvykle uvádějí pro stejnou opacitu, aby poloměr a teplota odpovídaly zářivosti.
Rozměry R136a1 mají daleko do rozměrů největších hvězd: červení veleobři mívají poloměr v řádu stovek R☉, největší i přes 1000 R☉. I přes vysokou hmotnost a nemalé rozměry má R136a1 průměrnou hustotu odpovídající zhruba jen 1% hustoty Slunce. S průměrnou hustotou přibližně 14 kg/m3 je R136a1 zhruba 10× hustší než pozemská atmosféra na úrovni mořské hladiny, či 80× méně hustá než voda.

### Rotace
Rychlost rotace R136a1 nelze změřit přímo, neboť fotosféra je skrytá hustým hvězdným větrem a fotosférické absorpční čáry, z jejichž Dopplerova rozšíření lze rychlost rotace odvodit, ve spektru chybí. Emisní linie dusíku NV v pásmu 2,1 µm vznikají relativně hluboko v hvězdném větru a lze je rovněž použít k odhadu rotace. R136a1 zde má pološířku (FWHM) zhruba 15 Å, což naznačuje pomalu rotující nebo vůbec se neotáčející hvězdu. Možným vysvětlením by však také mohlo být, že R136a1 je natočená pólem k Zemi. R136a2 i R136a3 rotují rychle a nejbližší evoluční modely pro R136a1 odpovídají otáčející se hvězdě s rychlostí otáčení na rovníku cca 200 km/s po zhruba 1,75 milionech let života.